# (74070) 1998 MC9
(74070) 1998 MC9 – planetoida z pasa głównego asteroid okrążająca Słońce w ciągu 4,28 lat w średniej odległości 2,64 j.a. Odkryta 19 czerwca 1998 roku.